# الآشوريون والسريان والكلدان في فنلندا
الآشوريون والسريان والكلدان في فنلندا هم مهاجرون من أصول آشورية وأحفادهم المولودين في فنلندا. في عام 2001، كان هناك 115 آشوريًا فقط في فنلندا. في غضون ست سنوات، تضاعف الرقم ثلاث مرات. الغالبية منهم يعيشون في أولو، ومعظمهم من اللاجئين من العراق وإيران.

## التاريخ
بدأ الآشوريون في فنلندا في الوصول بشكل ملحوظ لأول مرة في عام 1991. في أبريل 1994 ، أسس المجتمع المحلي في أولو النادي الاجتماعي "الجمعية الآشورية في فنلندا"، المعترف بها من قبل الحكومة الفنلندية. ينظم النادي رحلات ونزهات ومناسبات ثقافية آشورية وينظم انتخابات نصف سنوية.